# Limbodessus magnificus
Limbodessus magnificus är en skalbaggsart som först beskrevs av Watts och William F. Humphreys 2000.  Limbodessus magnificus ingår i släktet Limbodessus och familjen dykare. Inga underarter finns listade i Catalogue of Life.